# ASM-3
El ASM-3 es un misil antibuque supersónico japonés desarrollado por Mitsubishi Heavy Industries para reemplazar los misiles ASM-1 y ASM-2. La principal plataforma de lanzamiento es el Mitsubishi F-2. La capacidad operativa inicial prevista era para en el año 2016. El misil será utilizado por la Fuerza Aérea de Autodefensa de Japón. Puede atacar no sólo a barcos, sino también a objetivos terrestres. Dado que el modelo original de ASM-3 tenía un alcance corto de 200 km, no se implementó de inmediato, y se desarrolló un modelo mejorado de 2017 a 2020, y el despliegue del ASM-3A con un alcance de aproximadamente 300 a 400 km comenzó en 2021. En el futuro, también podrá tener una autonomía de 400 km o más.
En noviembre de 2015, el Ministerio de Defensa de Japón anunció que llevaría a cabo un experimento con fuego real del XASM-3 en 2016, dirigido al barco fuera de servicio JDS Shirane. En febrero de 2017, un F-2 llevó a cabo una prueba de descarte del misil como precursor de un disparo real. Se planeó que la producción en masa comenzara en 2018, pero se detuvo debido al programa de actualización adicional que se había planificado. En agosto de 2017 se publicaron imágenes de un lanzamiento de prueba.